# Janissary
Lực lượng Cấm vệ quân Janissary (tiếng Thổ Ottoman يڭيچرى yeniçeri nghĩa là "tân binh", tiếng Albania: Jeniçer, tiếng Bosnia: Janičari, tiếng Hungary: Janicsár, tiếng Croatia: Janjičari, tiếng Romania: Ieniceri, tiếng Serbia: Janjičari, tiếng Macedonia: јаничари, tiếng Bulgaria: еничари) là những đơn vị Bộ binh pháo thủ đã trở thành quân Ngự lâm và vệ sĩ của các Sultan của Đế quốc Ottoman. Lực lượng này được thành lập bởi Sultan Murad I từ các thiếu niên Ki-tô giáo được tuyển mộ từ các nước bị chinh phạt trong thế kỷ 14 qua hệ thống devşirme và bị Sultan Mahmud II giải tán vào năm 1826 trong biến cố Vaka-i Hayriye. Janissary trở thành đội quân thường trực đầu tiên trong khu vực sau thời kỳ của các Binh đoàn Lê dương La Mã.
Giống như lực lượng Cận vệ của Hoàng đế La Mã (Praetoriani) cổ đại, Janissary đã trở thành một lực lượng chính trị trong Đế quốc Thổ Ottoman.